# Caillou karácsonya
A Caillou karácsonya (eredeti cím: Caillou's Holiday Movies) 2003-ban megjelent kanadai flash animációs film, amely a Caillou című animációs tévéfilmsorozat karácsonyi különkiadása. A flash animációs játékfilm rendezője Nick Rijgersberg, producerei Natalie Dumoulin és Lesley Taylor. A forgatókönyvet Peter Svatek írta, zenéjét Jeffrey Zahn szerezte. A videófilm a Cookie Jar Entertainment gyártásában készült, a C.B.S. forgalmazásában jelent meg.
Kanadában 2003. október 7-én adták ki VHS-en és DVD-n. Magyarországon 2006. december 24-én vetítették le az M1-n.

## Ismertető
A főhős neve, Caillou, aki 4 éves kisfiú, és sok kalandos élménnyel tölti életét. Minden nap lát valami újat, és sok mindenről érdeklődik a szüleitől vagy Rosie-tól. Legjobb barátja Gilbert, aki vele együtt részt vesz az érdekes kalandokban. A karácsony estéje, és az ajándékozás nagyon izgatja Caillou-t. Caillou kalandjaiból mi is tanulhatunk illemet, és jó szórakozást nyújtanak nekünk is.

## Szereplők
| Szereplő   | Eredeti hang    | Magyar hang      | Leírás                                                                                         |
| ---------- | --------------- | ---------------- | ---------------------------------------------------------------------------------------------- |
| Caillou    | Annie Bovaird   | Czető Ádám       | A kopasz kisfiú, aki a főhős, nagyon felnőttesen viselkedik, és szereti a kalandos élményeket. |
| Rosie      | Jesse Vinet     | Ungvári Zsófi    | A vörös hajú, fekete szemű kisbabalány, Caillou húga, és szeret Caillou-val játszani.          |
| Anya       | Jennifer Seguin | Mezei Kitty      | Caillou anyja, aki a gyerekek gondját viseli, és a házi munkát végzi.                          |
| Apa        | Pat Fry         | Bartucz Attila   | Caillou apja, aki a munkáját végzi, és szívesen játszik a gyerekekkel.                         |
| Clementine | Brigid Tierney  | ?                | A hullámos fekete hajú, fekete szemű lány, Caillou csoporttársa az oviban, és jó barátnője.    |
| Sarah      | Amanda Tilson   | ?                | A fekete hajú, fekete szemű lány, Caillou csoporttársa az oviban, és jó játszótársa.           |
| Mesélő     | Merlee Shapiro  | Zahorán Adrienne | –                                                                                              |

További magyar hangok: Bori Ádám, Csuha Lajos, Kilényi Márk, Magyar Bálint, Sz. Nagy Ildikó